# Дальнее (Костанайская область)
Дальнее (каз. Дальный) — упразднённое село в Карабалыкском районе Костанайской области Казахстана. Входило в состав Станционого сельского округа. Находится примерно в 26 км к северо-западу от районного центра, посёлка Карабалык. Код КАТО — 395063200. Упразднено в 2019 г.

## Население
В 1999 году население села составляло 150 человек (74 мужчины и 76 женщин). По данным переписи 2009 года, в селе проживало 59 человек (33 мужчины и 26 женщин).